# 39 라에티티아
39 라에티티아는 프랑스의 천문학자 장 샤코르낙이 파리에서 1856년 2월 8일 발견한 소행성대의 소행성이다. 로마 신화에 나오는 즐거움의 신 라에티티아에서 이름을 따왔다. ).

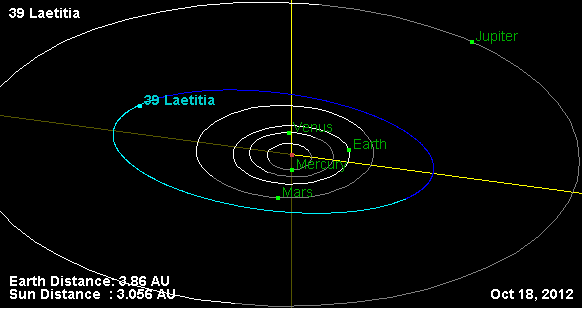
39 라에티티아의 공전 궤도

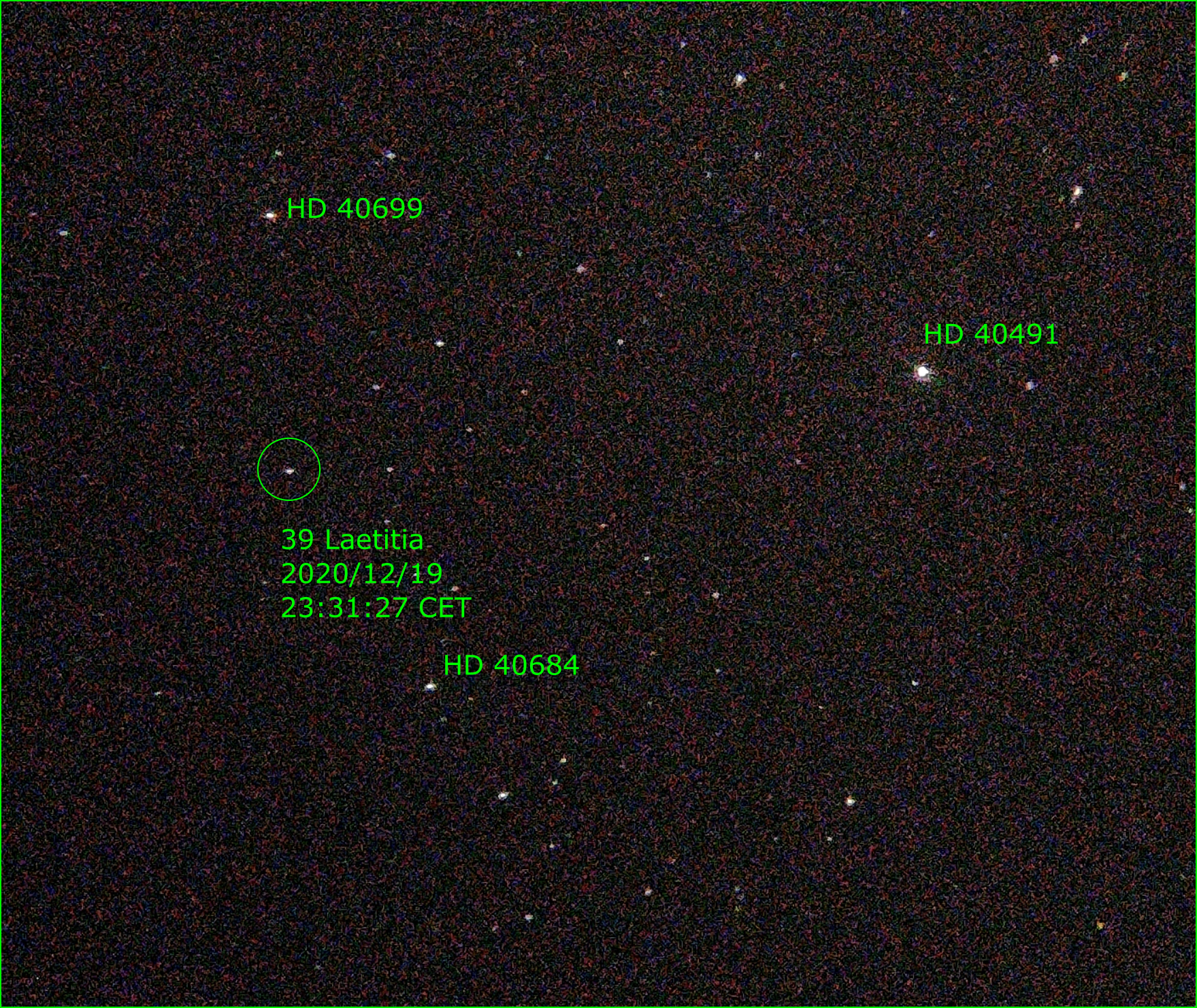
2020년 12월 19일 23시에 찍힌 39 라에티티아의 사진. 초록색 원이 39 라에티티아이다.

1988년, 마우나케아 천문대의 UH88 망원경을 사용하여 이 소행성을 도는 위성이나 먼지에 대한 탐색이 수행되었지만, 이 노력은 헛수고로 끝났다. 2006-2008년 동안 수집된 광도 관측은 소행성 광도 곡선의 시간적 변화를 측정하는 데 사용되었다.